# طبقة المياه الجوفية

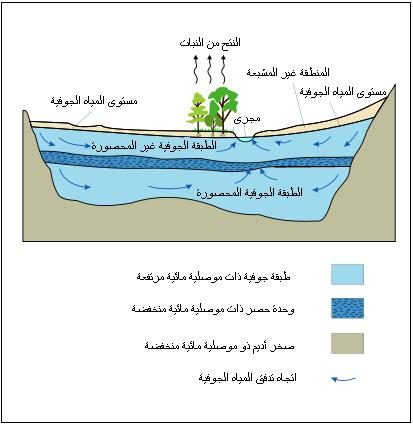
مقطع عرضي نموذجي لطبقة جوفية

إن الحَشْرَج أو الطبقة الجوفية أو الطبقة الخازنة للماء أو المكمن المائي الجوفي أو طبقة صخرية مائية أو الطبقة المائية (طبقة المياه الجوفية) طبقة رطبة من صخور نفاذية محملة بالمياه أو من مواد غير مجمعة (حصى أو رمل أو الطمي) موجودة تحت سطح الأرض ويمكن أن تستخرج منها مياه جوفية باستخدام بئر ماء للاستفادة منها، وتسمى دراسة سريان المياه في الطبقات الجوفية وتكون الطبقات الجوفية بالجيولوجية المائية (الهيدروجيولوجيا)، وتشمل المصطلحات ذات الصلة مصطلح الطبقة المائية المعيقة – طبقة أرضية رقيقة ومنخفضة النفاذية وممتدة على طول الطبقة الجوفية –  ومصطلح الطبقة الكتيمة – منطقة صلبة كتيمة (غير منفذة للماء) موجودة تحت الطبقة الجوفية أو فوقها، وإذا امتدت المنطقة غيرالمنفذة فوق الطبقة الجوفية فقد يجعلها الضغط تصبح طبقة جوفية محصورة.

## عمق الطبقة الجوفية
يمكن أن تتكون الطبقات الجوفية عند أعماق مختلفة، وليس مرجحا أن تستخدم الطبقات الأقرب إلى سطح الأرض للإمداد بالمياه والري فقط بل إنها أيضا تمتلئ بالأمطار الموضعية، وتوجد في العديد من المناطق الصحراوية أو قربها تلال من صخور كلسية أو جبال من صخور كلسية يمكن استغلالها كموارد للمياه الجوفية، كما توجد طبقات جوفية ضحلة مستغلة لوجود المياه فيها في أجزاء من جبال الأطلس في شمال أفريقيا، وجبل لبنان وسلسلة جبال لبنان الشرقية [أو جبال القلمون] الممتدة في سوريا ومرتفعات الجولان السورية التي تحتل إسرائيل جزءا منها ولبنان، والجيل الأخضر (عمان) في عمان، وأجزاء من سلسلة جبال سييرا نيفادا وسلاسل مجاورة في جنوب غرب الولايات المتحدة، ويمكن أن يؤدي فرط الاستغلال إلى تجاوز الإنتاج العملي الدائم للمياه، أي أن المياه التي تؤخذ أكثر من التي يمكن أن تمتلئ مرة أخرى، ولقد أدى نمو التعداد السكاني على امتداد خطوط سواحل بلدان معينة – مثل ليبيا وإسرائيل – إلى انفجار سكاني سبب انخفاض مستوى المياه وما يتبعه من اختلاط المياه الجوفية بمياه مالحة قادمة من البحر (تداخل (تسرب) المياه المالحة).
و يقدم الشاطئ نموذجا يساعد على تصوير الطبقة الجوفية، فإذا حفرت حفرة في الرمل فإن الرمل شديد الرطوبة أو المشبع بالماء سيتجمع في العمق الضحل، وهذه الحفرة هي البئر ويمثل الرمل الرطب الطبقة الجوفية كما يمثل المستوى الذي ترتفع إليه المياه في هذه الحفرة مستوى المياه الجوفية.

## التصنيف
بناءً على تعريف (Meinzer) يمكن تصنيف الأحواض الجوفية بناءً على تركيبتها الجيولوجية إلى التصنيفات التالية:
1- Aquifer: هو الحوض الجوفي المتكون من تربة مفتتة كالخليط الرمل والحصى أو صخور تحتوي ماء ويمكن سحب الماء منها بكميات كبيرة وبسهولة، عادة ما تكون هذه الأحواض ذات نفاذية كبيرة بحيث تسمح لكميات كبيرة من المياه بالحركة داخلها ومنها واليها وتصل نفاذيتها إلى أكبر من 1 متر / اليوم = 10^-5 متر/ الثانية.
2-Aquiclude: هو الحوض الجوفي المتكون من (Clay or shale) ولا يسمح بمرور كمية كبيرة من المياه خلاله تحت الظروف العادية وتصل النفاذية به إلى 0.0001 متر/ اليوم = 10^-9 متر / الثانية.
3-Aquitrad: هو الحوض الجوفي المتكون من خليط من الرمال والطين (Sand and Clay)، وحسب تعريف (De Wiest) يسمح بمرور كمية ضئيلة من المياه إلا انه يمكنه من تمرير كمية كبيرة من المياه أن كانت المساحة التي تمر منها المياه كبيرة.
4-Aquifuge: هو الحوض الجوفي المتكون من صخور لا تسمح بتخزين ولا تمرير المياه.
يبين هذا الرسم البياني اتجاهات التدفق النموذجية في عرض مقطع عرضي لنظام جيولوجي لطبقات جوفية محصورة وغير محصورة، ويظهر النظام طبقتان جوفيتان موجودتان وطبقة معيقة واحدة (طبقة حاجزة أو غير انفاذية) – توجد بينهما – ومحاطة بصخر قاع الطبقة الكتيمة وهي متصلة بجدول كاسب [يتشكل هذا النوع من الجداول من المياه الجوفية ويكتسب مياهه منها] (توجد بشكل نوذجي في المناطق الرطبة)، كما أن مستوى المياه الجوفية والمنطقة غير المشبعة موضحان أيضا. والطبقة المعيقة منطقة داخل الأرض تحصر تدفق المياه الجوفية من طبقة جوفية إلى أخرى، ويمكن أن تسمى الطبقة المعيقة في بعض الأحيان – إذا كانت غير انفاذية تماما – بالطبقة الكتيمة، وتتألف الطبقات المعيقة من طبقات إما من صلصال أو صخر غير مسامي ذات موصلية مائية منخفضة.

### الطبقة المشبعة والطبقة غير المشبعة
يمكن أن توجد المياه الجوفية تقريبا عند كل نقطة في طبقة الأرض التحت سطحية الضحلة – إلى درجة ما – على الرغم من أن الطبقات الجوفية لا تحتوي بالضرورة على مياه عذبة، ويمكن أن تقسم القشرة الأرضية إلى منطقتين: المنطقة المشبعة أو المنطقة الجوفية (مثلا: الطبقات الجوفية والطبقات المعيقة.. الخ) التي تكون فيها كل المساحات المتاحة ممتلئة بالمياه، والمنطقة غير المشبعة (و تسمى أيضا منطقة الفادوز [منطقة الحسي]) حيث لا يزال هناك جيوب هوائية تحتوي على بعض المياه ولكن بالإمكان أن تملأ بالمزيد من المياه.
و يعني مصطلح مشبعة أن طاقة ضغط المياه أعلى من الضغط الجوي (مقياس ضغطه <0)، وتعريف سطح المياه الجوفية هو: السطح الذي تكون فيه طاقة الضغط مساوية للضغط الجوي (حيث يكون مقياس الضغط = 0).
ينما يشير مصطلح غير مشبعة إلى الحالات التي تحدث فوق مستوى المياه الجوفية حيث تكون طاقة الضغط سلبية (لا يمكن أن يكون الضغط المطلق سالبا أبدا، ولكن يمكن أن يكون مقياس الضغط كذلك) وتكون المياه التي لا تملأ مسام الطبقة الجوفية كليا خاضعة لعامل الشفط [أي أنها ترتفع إلى أقصى ارتفاع في الأرض]، ويعني مصطلح المحتوى المائي غير المشبع: المنطقة التي تقع بين قوى الالتصاق السطحية وترتفع فوق سطح المياه الجوفية (مقياس ضغط الإيسوبار [خط تساوي الضغط] الذي يساوي صفر) عبر الخاصية الشعرية (الفعل الشعري) لتشبع منطقة صغيرة تقع فوق السطح الجوفي (منطقة الشعيرات المائية) عند ضغط أقل من الضغط الجوي، ويسمى هذا بتوتر الإشباع وهو ليس مثل الإشباع على أساس محتوى مائي، فالمحتوى المائي هو منطقة شعيرات مائية تقل مع ازدياد مسافة البعد عن السطح الجوفي، ويعتمد الضغط الشعري على حجم مسامات التربة، ففي التربات الرملية ذات المسامات كبيرة الحجم سيكون الضغط أقل منه في التربات الصلصالية ذات المسامات الصغيرة جدا، ويكون ارتفاع الشعرية الطبيعية في التربة الصلصالية أقل من 1.80 م (ستة أقدام) ولكنه يتراوح بين 0.3 و10 م (1 و30 قدم).
و الصعود الشعري للمياه في أنبوب صغير القطر هو نفس هذه العملية الفيزيائية، كما يكون مستوى المياه الجوفية المستوى الذي سوف ترتفع إليه المياه في أنبوب كبير القطر (مثل: بئر) الذي يخترق أسفله الطبقة الجوفية ويكون أعلاه مفتوحا للهواء.
انظر أيضاً: المحتوى المائي ورطوبة التربة

### الطبقات الجوفية والطبقات المعيقة
الطبقات الجوفية: وهي عادة ما تكون مناطق مشبعة من الطبقة تحت السطحية وتنتج كمية مناسبة اقتصاديا من المياه لبئر أو ينبوع (مثال: عادة ما يشكل الرمل والحصى أو صخر اللأديم المتكسر موادا جيدة للطبقة الجوفية).
الطبقة المعيقة: وهي منطقة داخل الأرض تحصر تدفق المياه الجوفية من طبقة جوفية إلى أخرى، ويمكن أن تسمى الطبقة المعيقة في بعض الأحيان – إذا كانت غير منفذة تماما –  بالطبقة الكتيمة، وتتألف الطبقات المعيقة إما من طبقات من صلصال أو صخر غير مسامي ذات موصلية مائية منخفضة.
ففي المناطق الجبلية (أو بالقرب من الأنهار في المناطق الجبلية) عادة ما تكون الطبقات الجوفية الرئيسية من الطمي غير المدمج، الذي يتكون في الغالب من طبقات عرضية من مواد مترسبة بفعل حركات المياه (الأنهار والجداول) التي تظهر في مقطع عرضي (بالنظر إلى شريحة ثنائية الأبعاد للطبقة الجوفية) على أنها طبقات متناوبة من المواد الغليظة والدقيقة، وتوجد المواد الغليظة قرب المصدر (واجهات الجبال أو الأنهار) – وذلك بسبب الطاقة العالية الضرورية لتحريكها – بينما تبتعد المواد ذات الحبيبات الدقيقة عن المصدر (تصل إلى الأجزاء المسطحة من حوض النهر أو مناطق فوق ضفته – وتسمى في بعض الأحيان منطقة الضغط)، وبما أن هناك رواسب قليلة ذات حبيبات دقيقة قرب المصدر فإن هذا مكان تكون فيه الطبقات الجوفية غير محصورة عادة (و تسمى في بعض الأحيان مناطق الحوز الأمامي) أو في اتصال سائلي مع سطح الأرض.
انظر أيضاً: الموصلية المائية ومعامل التخزين

### الطبقة المحصورة والطبقة غير المحصورة
هناك عنصران طرفيان في سلسلة أنواع الطبقات الجوفية وهما الطبقة المحصورة والطبقة غير المحصورة (و توجد طبقة شبه محصورة بينهما)، وأيضا تسمى الطبقات غير المحصورة في بعض الأحيان بمستوى المياه الجوفية أو الطبقة الجوفية الباطنية، وذلك لأن حدها الأعلى هو مستوى المياه الجوفية أو سطح المياه الباطنية، (أنظر طبقة بيسكين الجوفية)، وعادة (لكن ليس دائما) ما تكون الطبقة الجوفية الأكثر ضحالة غير محصورة عند موقع معين، مما يعني أنها لا تملك أي طبقة حاجزة (طبقة معيقة أو طبقة كتيمة) بينها وبين السطح، ويشير مصطلح «جاثمة» إلى مياه جوفية متراكمة فوق وحدة قليلة النفاذية أو طبقات قليلة النفاذية، مثل: طبقة الصلصال، ويستخدم هذا المصطلح بشكل عام ليشير إلى منطقة موضعية من المياه الجوفية التي تتكون عند ارتفاع أعلى من الطبقة الجوفية الإقليمية والواسعة النطاق، والفرق بين الطبقات الجوفية الجاثمة والطبقة الجوفية غير المحصورة هو أحجامها (الطبقة الجاثمة أصغر).
و إذا كان التمييز بين الطبقة المحصورة وغير المحصورة ليس واضحا جيولوجيا (أي: إذا لم يعرف ما إذا كانت الطبقة الحاجزة موجودة أو إذا كانت الجيولوجيا أكثر تعقيدا، مثل: طبقة جوفية من صخر الأديم) فإن قيمة معامل التخزين الناتجة عن اختبار الطبقة الجوفية يمكن أن تستخدم لتعيينها (مع أن اختبارات الطبقات الجوفية في الطبقات غير المحصورة يجب أن تفسر بشكل مختلف عن اختبارات الطبقات المحصورة)، فالطبقات الجوفية المحصورة تملك قيم معامل تخزين منخفضة جدا (أقل بكثير من 0.01 وبقدر 10-5) مما يعني أن الطبقة الجوفية تخزن المياه باستخدام آليات تمدد وطاء [مادة بينية] الطبقة الجوفية وقابلية انضغاط المياه وعادة ما يكون كلاهما كميات صغيرة جدا. بينما تملك الطبقات الجوفية غير المحصورة معاملات تخزين (عادة ما تسمى في هذه الحالة بالإنتاج النوعي) أكبر من 0.01 (1% من معظم الكمية) وهي تطلق المياه من المخزن باستخدام آلية التصريف الفعلي للمياه من مسام الطبقة الجوفية أو إطلاق كميات كبيرة نسبيا من المياه (تصل إلى مسامية مواد الطبقة الجوفية القابلة للتصريف أو الحد الأدنى للمحتوى المائي الحجمي).
انظر أيضاً: المسامية ومعامل التخزين

### توحد الخواص وتباين الخواص
تكون الموصلية المائية (K) في الطبقات الجوفية الموحدة الخواص أو طبقات الطبقات الجوفية مساوية للتدفق في كافة الاتجاهات بينما تختلف في حالة الطبقات المتباينة الخواص لاسيما في الموصلية المائية الأفقية (Kh) والموصلية المائية العمودية (Kv).
و تعمل الطبقات الجوفية شبه المحصورة ذات طبقة معيقة واحدة أو أكثر كنظام متباين الخواص – حتى عندما تكون الطبقات المنفصلة موحدة الخواص – لأن قيم الموصلية المائية الأفقية والعمودية مختلفة (أنظر النفاذية المائية والمقاومة المائية).
و عند حساب التدفق إلى المصارف  أو التدفق إلى الآبار  في طبقة جوفية ما، يؤخذ تباين الخواص بعين الاعتبار خشية أن يكون التصميم الناتج لنظام التصريف خاطئا.

## الإشباع وعدم الإشباع
المنطقة المشبعة بالماء ، هي المنطقة التي تكون مسامات تربتها ممتليئة بالكامل بالماء، يتواجد مستوى المياه الجوفية في هذه الطبقة عند المنطقة التي يتساوى فيها الضغط الهيدروليكي مع الضغط الجوي ويمكن تحديده بمستوى المياه في الآبار غير المستعملة، ويزيد الضغط الهيدروليكي بزيادة العمق، في هذه المنطقة يحدث تدفق جانبي للمياه بالمنطقة الشعرية ولكن يمكن إهمالها لان خاصية نفاذية التربة (Hydraulic conductivity) تقل بزيادة محتوى الرطوبة بالتربة، تعتبر هذه المنطقة هي المصدر الحقيقي للمياه الجوفية التي يمكن سحبها بواسطة الآبار.
المنطقة غير المشبعة بالماء ، لهذه الطبقة أهمية كبيرة لعملية تغذية المياه الجوفية، وتنقسم هذه الطبقة إلى ثلاث طبقات فرعية هي:
1-التربة (Soil Zone) : هي طبقة تمتد من سطح الأرض إلى عمق متر أو اثنين وهي طبقة تساعد في عملية نمو النباتات، وتنمو بها الجذور وتحتوي على فراغات نتيجة تحلل الجذور الميتة بالإضافة إلى احتوائها على الديدان والحيوانات. المسامية والنفاذية في هذه التربة أعلى من الطبقات الموجودة تحتها، والمياه في هذه المنطقة تتحرك إلى الأسفل نتيجة الترشيح أو إلى الأعلى نتيجة التبخر. بشكل مؤقت ونتيجة لعملية ترشيح كبيرة يمكن أن تمتلئ هذه المنقطة بالمياه تماما.
2-المنطقة المتوسطة (Intermediate Zone) : يختلف سمك هذه الطبقة من منطقة إلى أخرى اعتمادا على سمك طبقة التربة بالإضافة إلى العمق إلى منطقة الشعيرات المائية (Capillary Fringe) حيث يمكن أن يمتد سمكها من صفر إلى عشرات الأمتار اعتمادا على عمق المياه الجوفية. بشكل مؤقت المياه الداخلة تتحرك إلى الأسفل نتيجة الجاذبية.
3- منطقة الشعيرات المائية (Capillary fringe) : هي الطبقة التي تحتوي على تربة ذات خاصية شعرية وهي الطبقة السفلي من المنطقة غير المشبعة بالماء وتحدث نتيجة التجاذب بين الماء والصخور، حيث تتعلق جزيئات الماء كشريط على حبيبات التربة وترتفع في الفراغات ذات القطر الصغير في اتجاه معاكس للجاذبية الأرضية. تقع هذه الطبقة تحت ضغط سالب اقل من الضغط الجوي، وتعتبر هذه الطبقة مشبعة بالماء.

## المياه الجوفية في التكوينات الصخرية
يمكن أن توجد المياه الجوفية في الأنهار الموجودة تحت الأرض (مثل: الكهوف حيث تتدفق المياه بحرية تحت سطح الأرض)، وقد تتكون في مناطق الأحجار الجيرية المتآكلة المعروفة باسم الطبوغرافية الكارستية التي تشكل نسبة صغيرة فقط من الأرض، ومن المعتاد أن تكون الحيزات المسامية الخاصة بالصخور الموجودة في الطبقة التحت سطحية مشبعة– مثل إسفنجه المطبخ – بالمياه التي يمكن ضخها خارجا لاستخدامات زراعية أو صناعية أو بلدية.
و إذا كانت الوحدة الصخرية ذات المسامية المنخفضة متكسرة جدا فسيمكنها أيضا تكوين طبقة جوفية جيدة (بواسطة التدفق عبر الشق) شريطة أن يملك الصخر موصلية مائية جيدة لتسهيل حركة المياه، والمسامية مهمة ولكنها لا تحدد – وحدها – قدرة الصخر على أن يكون طبقة جوفية، وتمثل مناطق مصاطب الدكن (حمم بازلتية) الواقعة في جنوب الهند [ورد في النص الأصلي أن الهضبة تقع وسط غرب الهند والأصح أن نذكر أنها تقع جنوبها] أمثلة جيدة على تكوينات صخرية ذات مسامية مرتفعة لكنها ذات نفاذية منخفضة، مما يجعلها طبقات جوفية فقيرة، وبالمثل فإن الطبشور الدقيق المسام (الطباشيري الأعلى) الواقع شرق إنجلترا يملك نفاذية حبيبية منخفضة – مع أنه يملك مسامية عالية معقولة – مع العديد من خصائص الإنتاج المائي الموجودة نتيجة للتكسر الدقيق والتشقق.

## اعتماد البشر على المياه الجوفية

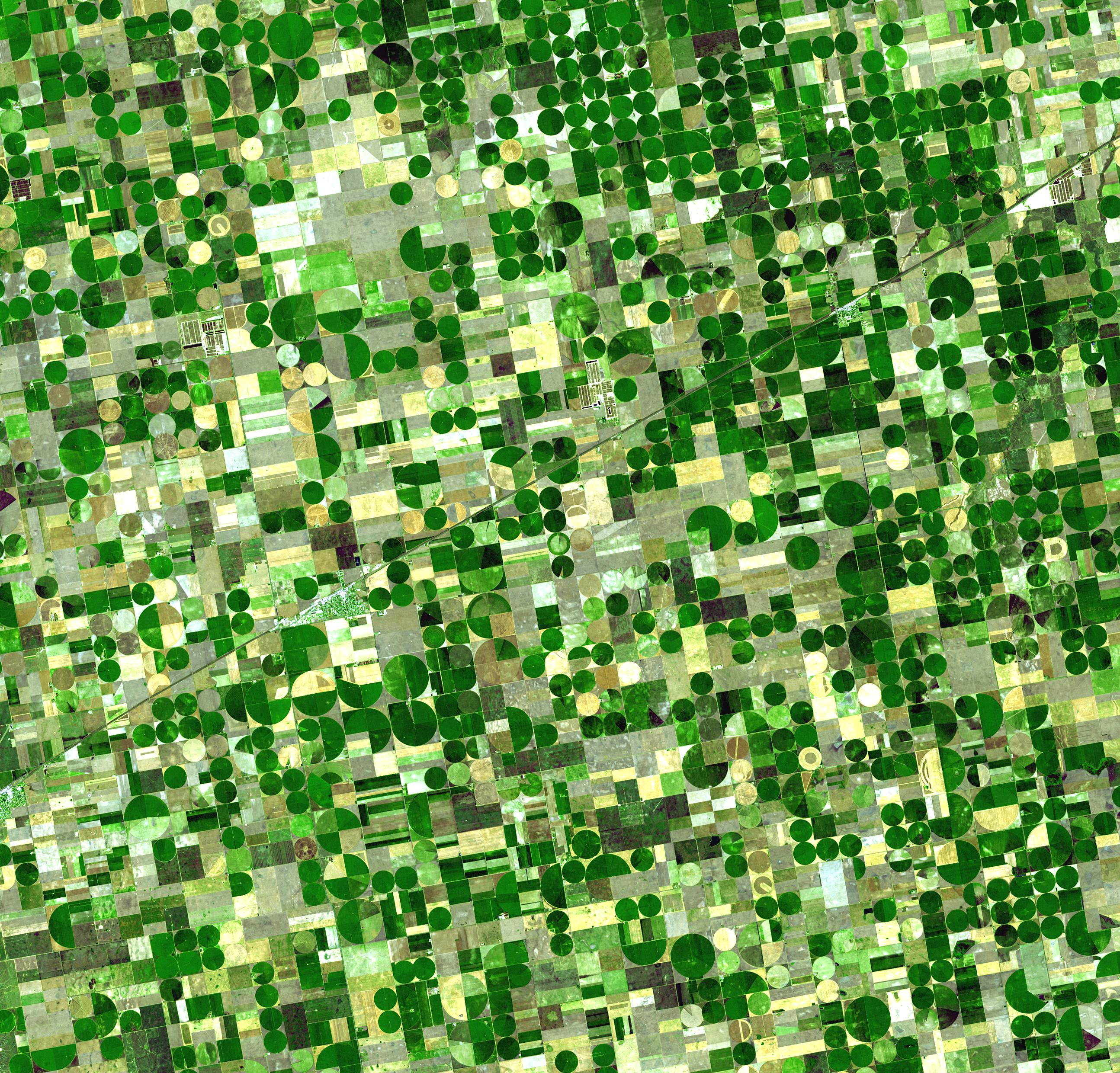
الحقول المروية بطريقة الري بالمحور المركزي في كانساس التي تغطي مئات الأميال المربعة المسقية بواسطة طبقة أوغالالا الجوفية

تحتوي معظم مناطق اليابسة على الأرض على شكل من أشكال الطبقات الجوفية تحتها وتكون عند عمق كبير في بعض الأحيان.
يمكن أن تستغل طبقات المياه الجوفية العذبة بشكل مفرط – خاصة تلك التي تملك قدرة محدودة على إعادة التعبئة بواسطة الماء الجوي – كما يمكن أن تسحب المياه غير الصالحة للشرب أو المياه المالحة (تسرب المياه المالحة) – بالاعتماد على الهيدرولوجيا الموضعية – من الطبقات الجوفية المرتبطة هيدروليكيا أو تراكمات المياه السطحية، وهذا يمكن أن يشكل مشكلة خطيرة – خاصة في المناطق الساحلية ومناطق أخرى حيث يكون ضخ الطبقة الجوفية للمياه مفرطا، وقد تكون المياه الجوفية في بعض المناطق ملوثة بسموم معدنية مثل الزرنيخ – أنظر تلوث المياه الجوفية بالزرنيخ.
إن الطبقات الجوفية مهمة جدا لمسكن الإنسان والزراعة، ومنذ وقت طويل كانت الطبقات الجوفية العميقة مصادر مياه للري في المناطق القاحلة (أنظر أوجالالا أدناه)، وتسحب العديد من القرى وحتى المدن الكبيرة إمدادها المائي من الآبار التي تخترق الطبقات الجوفية.
و توفر إمدادات المياه التي تستخدم لأغراض بلدية أو للري أو لأغراض صناعية عبر آبار كبيرة، وتسمى الآبار العديدة المستخدمة لإمداد مائي لغرض واحد «بحقول الآبار» التي قد تسحب المياه من الطبقات الجوفية المحصورة وغير المحصورة، ويوفر استخدام المياه الجوفية من الطبقات الجوفية العميقة والمحصورة حماية أكثر من تلوث المياه السطحية، وصممت بعض الآبار – المسماة «الآبار المجمعة» – خصيصا لتحفيز ترشح المياه السطحية (غالبا ما يكون نهرا).
و عادة ما تكون الطبقات الجوفية التي توفر كميات مستدامة من المياه العذبة للمناطق المدنية والري الزراعي موجودة قرب سطح الأرض (ضمن بضع مئات الأمتار) ويعاد ملؤها بالمياه العذبة، وعادة ما تكون إعادة الملئ من الأنهار أو من المياه الجوية (التساقط) التي تتخلل الطبقة الجوفية عبر مواد فوقية غير مشبعة.
و قد استشهد بنضوب مياه الطبقات الجوفية كأحد أسباب أزمة الغذاء الكبرى في عام 2011.

## الهبوط
تنتج المياه الجوفية في الطبقات الجوفية غير المدمجة من فراغات مسامية بين جزيئات الحصى والرمل والطمي، فإذا كانت الطبقة الجوفية محصورة بطبقات منخفضة النفاذية فسيسبب ضغط المياه المخفض في الرمل والحصى تصريفا بطيئا للمياه من الطبقات الحاجزة المتجاورة، وإذا كانت هذه الطبقات الحاجزة مكونة من طمي أو صلصال قابل للانضغاط فإن فقدان المياه إلى الطبقة الجوفية يقلل ضغط المياه في الطبقة الحاجزة، مما يسبب انضغاطها نتيجة لوزن المواد الجيولوجية الفوقية، وفي الحالات الحرجة يمكن ملاحظة هذا الضغط على سطح الأرض كهبوط، وللأسف فإن الكثير من الهبوط الناتج عن استخراج المياه الجوفية يكون دائما (الارتداد المرن ضعيف)، وبالتالي فإن الهبوط ليس دائما فقط بل إن الطبقات الجوفية المضغوطة تملك قدرة دائمة الانخفاض على الاحتفاظ بالمياه.

## تسرب المياه المالحة (تداخل المياه المالحة)
المقال الرئيسي: تسرب المياه المالحة
تحتوي الطبقات الجوفية التي تقع قرب الساحل على عدسات من المياه العذبة تقع قرب السطح وتكون أكثف من مياه البحر الموجودة تحت المياه العذبة، وتخترق مياه البحر القادمة الطبقة الجوفية من جهة المحيط وتنتشر فيها وهي أكثف من المياه العذبة، أما بالنسبة للطبقات الجوفية المسامية (أي: الرملية) الموجودة قرب الساحل فإن ارتفاع المياه العذبة الموجودة فوق المياه المالحة يبلغ حوالي 40 قدما (12 م) لكل 1 قدم (0.30 م) من المياه العذبة المرتفعة عن مستوى البحر، وتسمى هذه العلاقة بمعادلة غيبن وهيرزبيرغ (Ghyben – Herzberg equation)، وفي حال ضخت كميات كبيرة جدا من المياه الجوفية قرب الساحل فقد تتسرب المياه المالحة إلى طبقات المياه الجوفية العذبة مسببة تلوث إمدادات المياه العذبة الصالحة للشرب، ولدى العديد من الطبقات الجوفية – مثل طبقة بيسكين الجوفية الموجودة قرب الطبقات الجوفية الساحلية والعادية في ميامي ونيوجرسي – مشاكل مع تسرب المياه المالحة كنتيجة للضخ الفائض.

## التملح

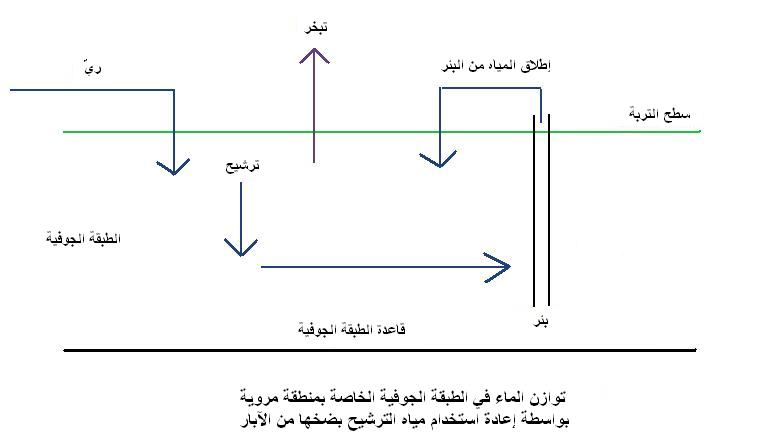
مثال على توازن الماء في الطبقة الجوفية

إن كل من طبقات المياه الجوفية الموجودة في المناطق السطحية المروية شبه القاحلة وإعادة استخدام مياه الري الحتمية الفقدان والمتخللة (الراشحة) إلى الأسفل تحت سطح الأرض عبر الري التكميلي من الآبار يزيدان من خطر التملح.
و عادة ما تحتوي مياه الري السطحية على أملاح بحدود 0.5 غرام/ لتر أو أكثر كم أن احتياج الري السنوي بحدود 10000 م3/هكتار أو أكثر وبذلك يكون وارد الملح السنوي بحدود 5000 كغ/هكتار أو أكثر.
و قد يرتفع تركيز الملح في مياه الطبقة الجوفية باستمرار تحت تأثير التبخر المستمر مسببا مشاكل بيئية تدريجيا.
و للتحكم في الملوحة في مثل هذه الحالة تطلق كمية من مياه التصريف سنويا من الطبقة الجوفية عبر وسائل نظام تصريف تحت سطحي ويتخلص منها عبر منفذ آمن، كما قد يكون نظام التصريف أفقيا (أي: استخدام أنابيب أو مصارف مغطاة أو أخاديد) أو عموديا (التصريف باستخدام الآبار)، ولتقدير احتياج التصريف فقد يكون استخدام نموذج المياه الجوفية ومركب ملوحة المياه والتربة آليا، مثل: برنامج سايزمود (SahysMod).

## أمثلة على الطبقات الجوفية
من المرشح أن يكون الحوض الارتوازي الكبير الواقع في أستراليا أكبر طبقة للمياه الجوفية في العالم  (أكثر من 1.7 مليون كم2)، وهو يلعب دورا كبيرا في توفير المياه لكوينزلاند وأجزاء بعيدة أخرى من جنوب أستراليا.
و تتشارك كل من البرازيل والأرجنتين والباراغواي والأروغواي في طبقة غواراني الجوفية التي تشغل منطقة تبلغ 1.2 مليون كم2.
و يشكل نضوب الطبقات الجوفية مشكلة في بعض المناطق أمرا حرجا خصوصا في أفريقيا الشمالية؛ وكمثال على ذلك أنظر مشروع النهر الصناعي العظيم الليبي، ومع ذلك فقد مددت طرق إدارة المياه الجوفية الجديدة حياة عدة من طبقات المياه الجوفية العذبة وخاصة في الولايات المتحدة، ومن الأمثلة على هذه الطرق: إعادة تعبئة المياه اصطناعيا وحقن المياه السطحية خلال فترات الرطوبة الموسمية.
و طبقة أوغالالا الجوفية الواقعة في وسط الولايات المتحدة أحد أضخم الطبقات الجوفية في العالم، ولكنها تنضب بسرعة في بعض الأماكن بزيادة الاستخدام البلدي والاستخدام المستمر لأغراض الزراعة، وتحتوي هذه الطبقة الجوفية الضخمة – التي تقع تحت أجزاء من ثمان ولايات – بشكل رئيسي على مياه أحفورية من زمن العصر الجليدي الأخير، ويقدر أن تبلغ إعادة التعبئة السنوية – في الأجزاء الأكثر جفافا من الطبقة الجوفية – حوالي 10 بالمئة من السحب السنوي.
و طبقة إدواردز الجوفية الواقعة في وسط تكساس مثال على طبقة جوفية مكربنة مهمة ومستدامة، فعلى مر التاريخ كانت هذه الطبقة الجوفية المكربنة توفر مياه عالية الجودة لحوالي مليوني شخصا وهي لا تزال - حتى اليوم - ممتلئة بالكامل بسبب إعادة تعبئة هائلة من عدد من المجاري المائية في المنطقة – مثل الأنهار والبحيرات، كما تشكل التنمية البشرية على مناطق إعادة التعبئة الخطر الرئيسي على هذا المصدر.

## التأثيرات المناخية الناتجة عن نضوب الطبقات الجوفية
يزيد كل من انخفاض الطبقة الجوفية أو السحب الزائد منها وضخ المياه الأحفورية من كمية المياه الكلية في الغلاف المائي  الخاضع للنتح والتبخر وذلك يسبب تراكم بخار الماء وغطاء الغيوم اللذان هما الماصان الرئيسيان للأشعة تحت الحمراء في غلاف الأرض الجوي، ولإضافة المياه إلى هذا النظام تأثير إجباري على كامل نظام الأرض ولم يحدد بعد تقييم دقيق لهذه الحقيقة الهييدروجيولوجية.

## وصلات خارجية
•	مستويات المياه الجوفية الساقطة
•	قائمة مراجع عن موار المياه والقانون الدولي مكتبة بيس بالاس (Peace Palace Library)، بالإنجليزية
•	المركز الدولي لتقييم موارد المياه الجوفية (آي جي آر اي سي) (IGRAC)، بالإنجليزية
•	سايزمود لنماذج المياه الجوفية، بالإنجليزية
1. ↑  أشحـن عقلك (12 مارس 2017)، كم تخزن الأرض من المياة الجوفية، مؤرشف من الأصل في 2017-04-07، اطلع عليه بتاريخ 2017-03-25